# Russie au Concours Eurovision de la chanson 2012
La Russie a participé au Concours Eurovision de la chanson 2012 et a sélectionné sa chanson et son artiste via une finale nationale, organisée par le diffuseur russe RTR.

## Finale nationale
Le 28 décembre 2011, Russia 1 confirme sa participation au Concours Eurovision de la chanson 2012 à Bakou.
Des auditions ont eu lieu en février 2012. Un jury spécial sélectionne un total de 25 chansons qui participent à la finale nationale, diffusée le 7 mars 2012 sur Russia 1. Le vainqueur est décidé par le télévote et le vote d'un jury.
Ce sont les Buranovskie Babuški avec la chanson Party for Everybody qui remporte la finale et représente la Russie au Concours Eurovision 2012.
| Numéro | Langue                       | Artiste                       | Chanson                                         | Traduction                         | Jury et Télévote | Place |
| ------ | ---------------------------- | ----------------------------- | ----------------------------------------------- | ---------------------------------- | ---------------- | ----- |
| 1      | Anglais                      | Lena Maksimova                | Brave                                           | -                                  | 4,96             | 13    |
| 2      | Anglais                      | Ksenona                       | Close My Eyes                                   | Ferme mes yeux                     | 4,02             | 21    |
| 3      | Anglais                      | Irson Kudikova                | Woman's Heart Never Lies                        | Le cœur de la femme ne ment jamais | 4,15             | 19    |
| 4      | Anglais                      | The Ups!                      | Kiss                                            | Embrasser                          | 5,00             | 12    |
| 5      | Anglais                      | Sardor                        | Believe                                         | Croire                             | 3,46             | 24    |
| 6      | Russe                        | 4POST                         | Navstrechu Nebu (Навстречу небу)                | Vers le ciel                       | 6,32             | 6     |
| 7      | Dialecte du sud de la Russie | Efrosiya                      | Ya Tebya Lyubila (Я тебя любила)                | Je t'ai aimé                       | 4,06             | 20    |
| 8      | Anglais                      | Unite It                      | Filling My Life                                 | Remplissage de ma vie              | 4,44             | 16    |
| 9      | Anglais                      | Katya Savelieva               | Life's Beautiful                                | La vie est belle                   | 5,32             | 9     |
| 10     | Anglais                      | Olga Makovetskaya             | Positive Emotions                               | Les émotions positives             | 4,52             | 15    |
| 11     | Anglais                      | Rene                          | I Miss You                                      | Tu me manques                      | 4,28             | 17    |
| 12     | Anglais                      | Farinelli Balls               | Breath Away Song                                | Chanson à couper le souffle        | 5,06             | 11    |
| 13     | Anglais                      | Polina Smolova                | Michael                                         | -                                  | 5,79             | 7     |
| 14     | Anglais                      | Chinkong avec Karina          | High Up                                         | En haut                            | 4,68             | 14    |
| 15     | Russe                        | Marie Carné                   | "Mezhdu Nebom I Zemlyoy" (Между небом и землёй) | Entre ciel et terre                | 4,24             | 18    |
| 16     | Anglais                      | Mark Tishman                  | Money vs Love                                   | L'argent contre l'amour            | 6,73             | 5     |
| 17     | Russe                        | Ed Shulzhevskiy               | Sto Minut (Сто минут)                           | Cent minutes                       | 3,65             | 23    |
| 18     | Anglais                      | Elena Ekimova                 | Do You Like?                                    | Tu aimes ?                         | 5,58             | 8     |
| 19     | Anglais                      | Julia Volkova avec Dima Bilan | Back To Her Future                              | Retour vers son futur              | 29,25            | 2     |
| 20     | Anglais                      | Riff Action Family            | Sky                                             | Ciel                               | 5,09             | 10    |
| 21     | Anglais                      | Timati et Aida Garifullina    | Fantasy                                         | Fantaisie                          | 26,74            | 3     |
| 22     | Anglais                      | Pavla                         | One Million Butterflies                         | Un million de papillons            | 3,93             | 22    |
| 23     | Français                     | Syostry Syo                   | Une marionnette                                 | -                                  | 6,98             | 4     |
| 24     | Oudmourte, anglais           | Buranovskie Babuški           | Party for Everybody                             | La fête pour tous                  | 38,51            | 1     |
| 25     | Anglais                      | Jet Kids                      | Oh Yeah                                         | -                                  | 3,23             | 25    |

## À l'Eurovision
La Russie participe à la seconde moitié de la première demi-finale le 22 mai en passant en 14e position. Le pays gagne cette demi-finale avec 152 points et se qualifie donc pour la finale.
Durant la finale, le 26 mai, la Russie passe en sixième chanson et se classe en seconde place du concours avec 259 points derrière la Suède qui remporte le concours avec 372 points.

### Points attribués à la Russie
| 12 points                                            | 10 points  | 8 points                                      | 7 points                             | 6 points                        |
| ---------------------------------------------------- | ---------- | --------------------------------------------- | ------------------------------------ | ------------------------------- |
| - Belgique - Danemark - Finlande - Israël - Lettonie | - Autriche | - Azerbaïdjan - Irlande - Monténégro - Suisse | - Chypre - Grèce - Hongrie - Espagne | - Islande - Moldavie - Roumanie |
| 5 points                                             | 4 points   | 3 points                                      | 2 points                             | 1 point                         |
|                                                      |            |                                               | - Italie - Saint-Marin               |                                 |
| 0 points                                             |            |                                               |                                      |                                 |
| - Albanie                                            |            |                                               |                                      |                                 |

| 12 points                     | 10 points                                                       | 8 points                                                                             | 7 points                                                            | 6 points                                             |
| ----------------------------- | --------------------------------------------------------------- | ------------------------------------------------------------------------------------ | ------------------------------------------------------------------- | ---------------------------------------------------- |
| - Biélorussie                 | - Azerbaïdjan - Italie - Lettonie - Saint-Marin - Ukraine       | - Belgique - Danemark - Estonie - Finlande - Norvège - Portugal - Slovénie - Espagne | - Allemagne - Hongrie - Islande - Israël - Serbie - Suède - Turquie | - Bulgarie - Croatie - Irlande - Lituanie - Moldavie |
| 5 points                      | 4 points                                                        | 3 points                                                                             | 2 points                                                            | 1 point                                              |
| - Autriche - Chypre - Géorgie | - France - Grèce - Macédoine - Monténégro - Pays-Bas - Roumanie | - Albanie - Bosnie-Herzégovine - Malte - Slovaquie - Royaume-Uni                     |                                                                     |                                                      |
| 0 points                      |                                                                 |                                                                                      |                                                                     |                                                      |
| - Suisse                      |                                                                 |                                                                                      |                                                                     |                                                      |

### Points attribués par la Russie
| 12 points | Moldavie |
| 10 points | Irlande  |
| 8 points  | Roumanie |
| 7 points  | Chypre   |
| 6 points  | Israël   |
| 5 points  | Grèce    |
| 4 points  | Lettonie |
| 3 points  | Danemark |
| 2 points  | Albanie  |
| 1 point   | Islande  |

| 12 points | Suède       |
| 10 points | Azerbaïdjan |
| 8 points  | Ukraine     |
| 7 points  | Moldavie    |
| 6 points  | Estonie     |
| 5 points  | Lituanie    |
| 4 points  | Serbie      |
| 3 points  | Grèce       |
| 2 points  | Chypre      |
| 1 point   | Roumanie    |